# Epicorsia oedipodalis
Epicorsia oedipodalis là một loài bướm đêm trong họ Crambidae.